# Żabno (stacja kolejowa)
Żabno – nieczynna stacja kolejowa położona w Żabnie, w województwie małopolskim, w Polsce. Jest to ostatnie miejsce do którego mogą dojechać pociągi na linii kolejowej nr 115 ("Szczucince").
Obecnie na żabieńską stację sporadycznie przyjeżdżają pociągi towarowe, a pod koniec września 2019 po wielu latach nieobecności na stację wjechał pociąg pasażerski. Był to pociąg retro relacji Tarnów – Żabno – Tarnów obsługiwany lokomotywą Ty42-107 z zabytkowymi wagonami wypożyczonymi ze skansenu taboru kolejowego w Chabówce, zorganizowany w ramach Małopolskich Szlaków Turystyki Kolejowej. Na początku października 2020 na stacji Żabno ponownie pojawił się pasażerski pociąg retro z Tarnowa, który również zorganizowano jako jeden z przejazdów retro Małopolskich Szlaków Turystyki Kolejowej. Obecnie w okolicach września i października pojawia się tu pociąg retro. 

## Galeria

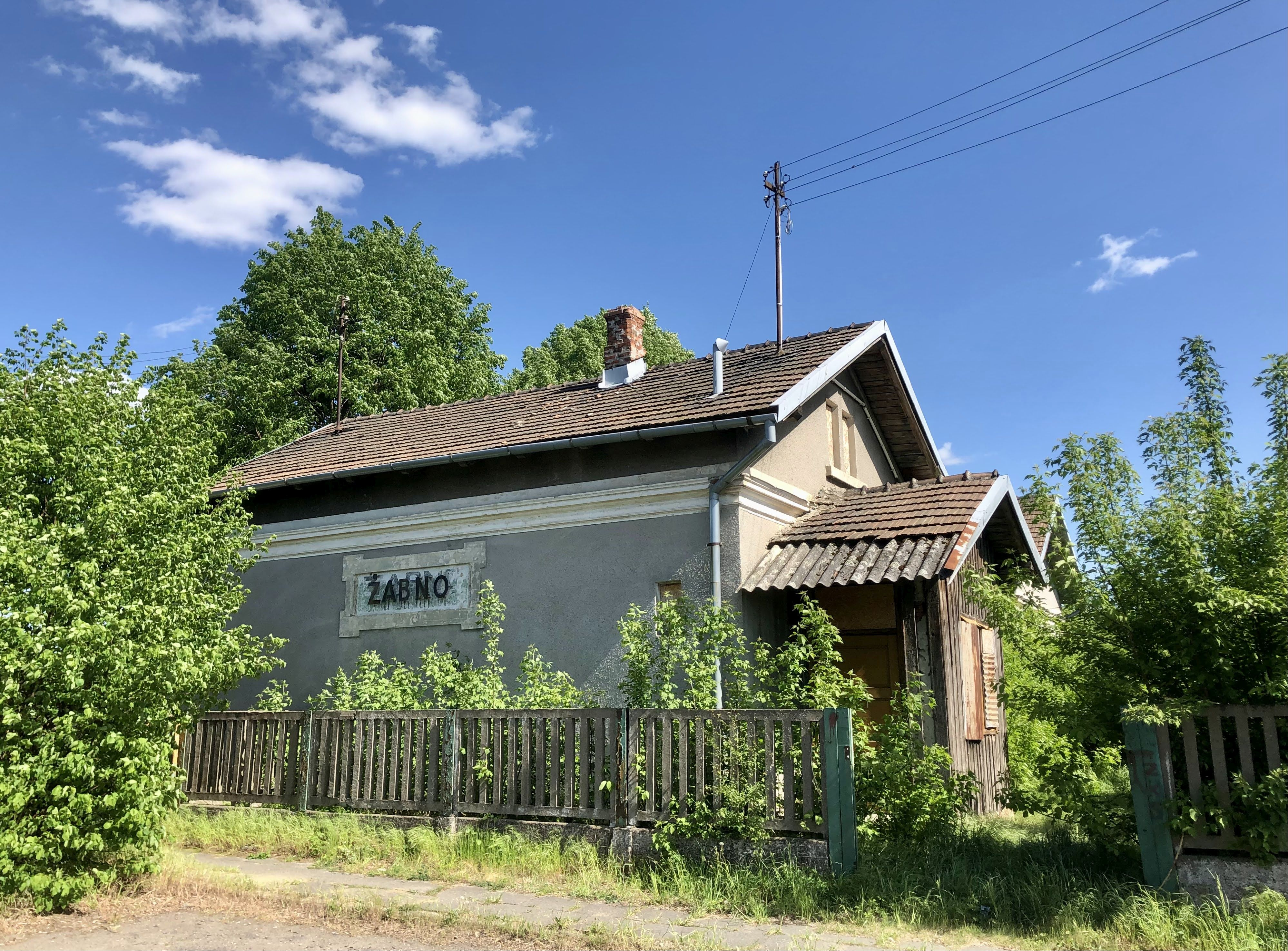
Budynek stacyjny w Żabnie
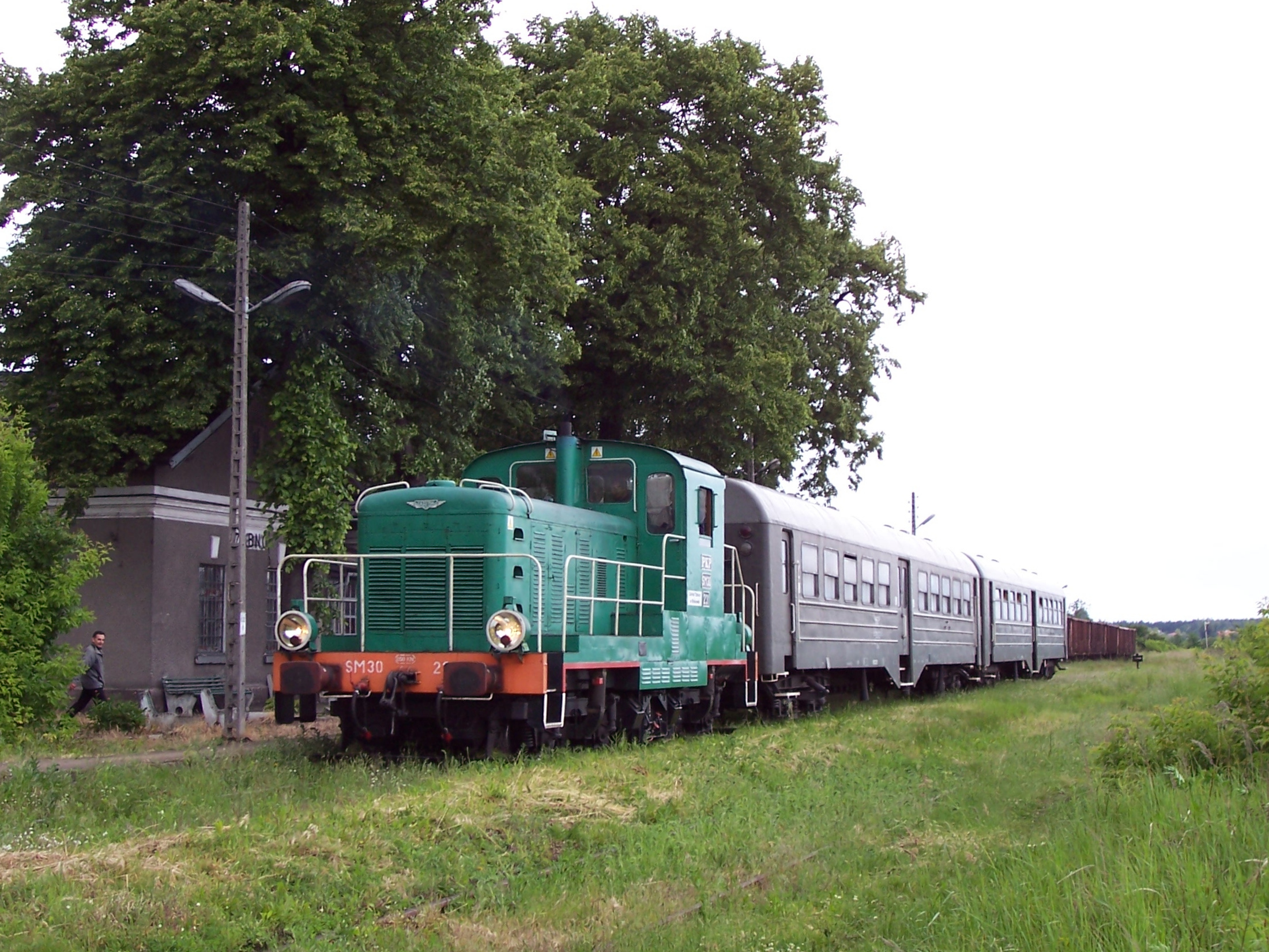
Pociąg specjalny z SM30-231 na linii Tarnów-Szczucin
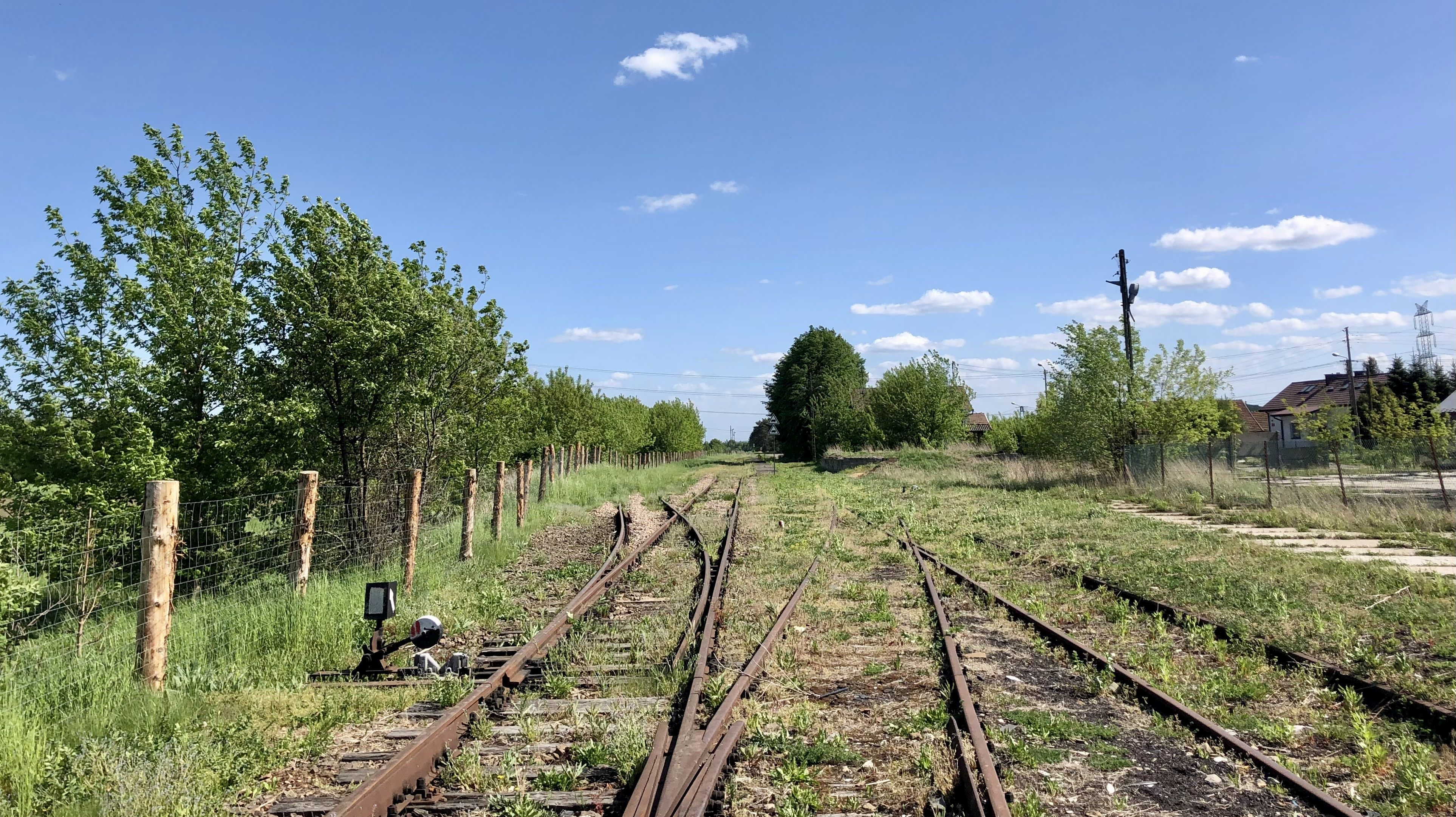
Widok na stację od północy
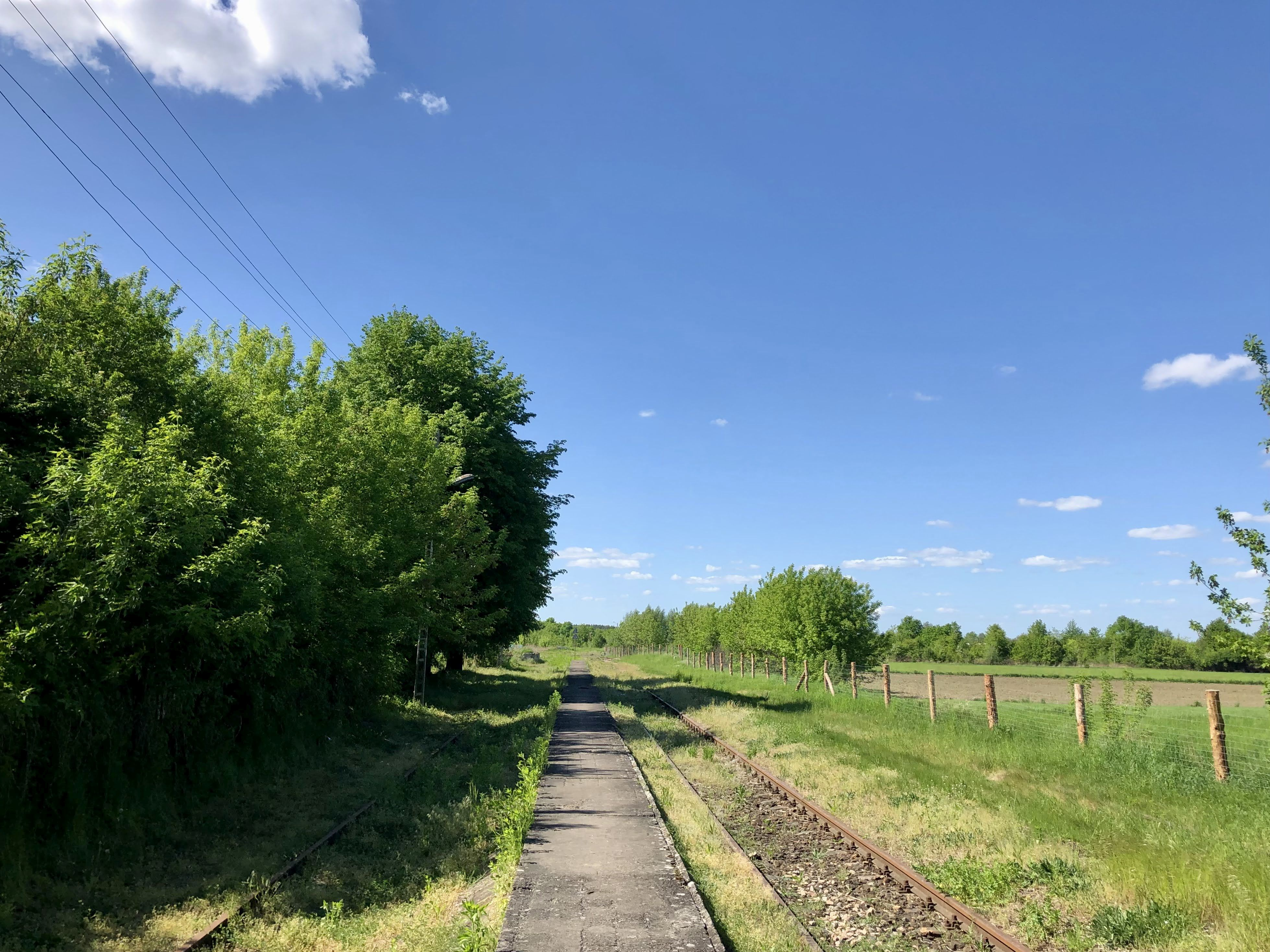
Widok na stację od południa, po lewej zarośnięty budynek stacyjny
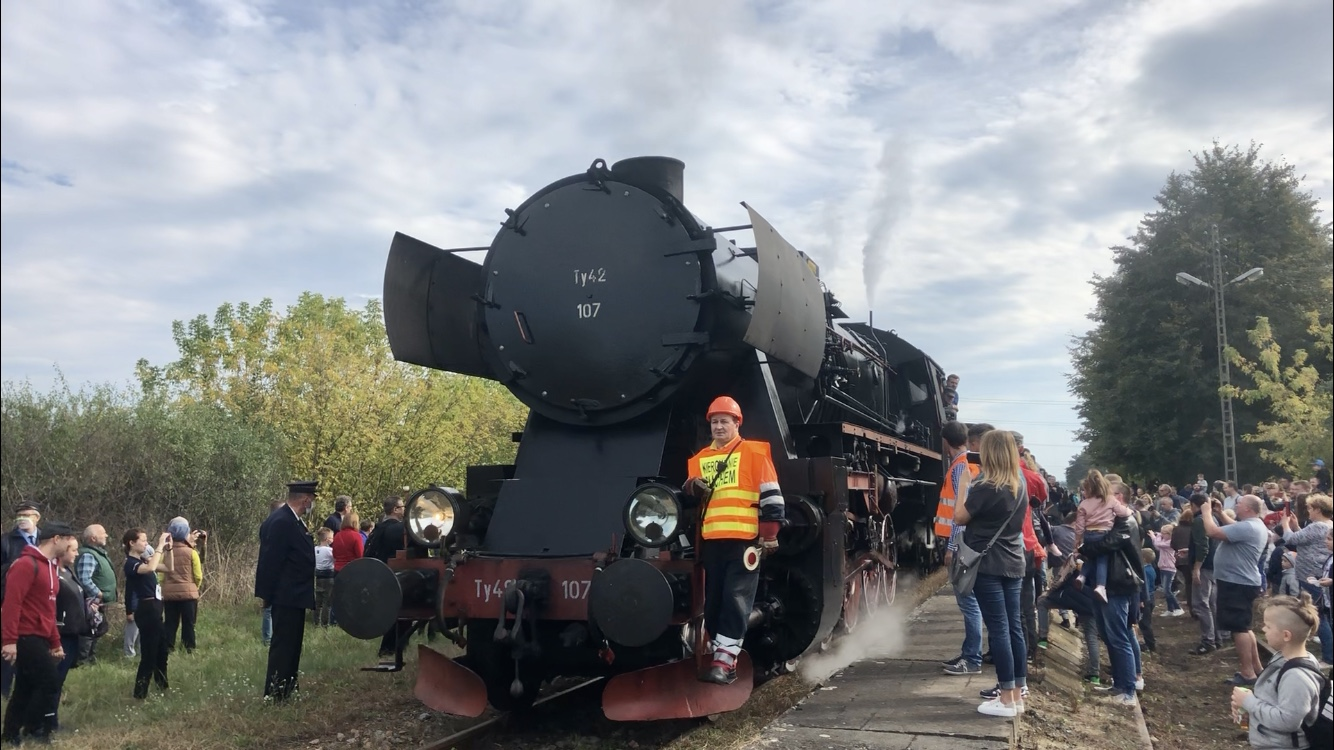
Pociąg retro na stacji w Żabnie